# Costi Mocanu
Costi Mocanu (n. 24 aprilie 1969) este un jurnalist sportiv român, cunoscut pentru cariera îndelungată în cadrul canalelor deținute de Pro TV SRL. Acesta a fost reporter, comentator, prezentator de știri, ocupând și poziții de conducere, inclusiv director general între 2007 și 2012.

## Carieră
Costi Mocanu s-a născut la 24 aprilie 1969. A absolvit studiile Facultății de Instalații din cadrul Universității Tehnice de Construcții din București. În timpul anilor de studenție, a scris și trimis un articol către Cătălin Tolontan, pe atunci redactor-șef la o publicație studențească, tipărită de același trust care edita și ziarul Azi. Aici a lucrat timp de un an, înainte să fie concediat pe motiv de indisciplină de către șeful ziarului Azi, Octavian Știreanu.
În 1993 s-a angajat ca reporter și comentator sportiv la Canal 31, care avea să devină cunoscut ca Pro TV. În 1995 a fost numit redactor-șef al departamentului sportiv, iar un an mai târziu a devenit director al aceluiași departament. În 2004 a fost numit director executiv al canalului TV Sport (redenumit Sport.ro în 2007, și Pro X în 2017), canal dedicat sportului și deținut de Pro TV SRL. În octombrie 2007, Mocanu a devenit director general al Pro TV SRL, poziție ocupată de fondatorul Adrian Sârbu, înaintea promovării acestuia în cadrul Central European Media Enterprises (CME), grup acționar al Pro TV SRL. Pentru activitatea de comentator sportiv, a câștigat Premiul „Cristian Țopescu” în cadrul premiilor TV Mania[notă 1] și a fost nominalizat la Premiile „Ioan Chirilă” în 2009.
În septembrie 2012, Mocanu a fost numit Senior Vice-President, Head of Voyo, în cadrul CME, fiind înlocuit ca director general de Anca Budinschi. În cadrul Pro TV SRL a mai ocupat posturile de Director of Diversification and Business Strategy și Director of Corporate Affairs. În 2018, a fost comentator al emisiunii Ninja Warrior România, Începând cu primăvara anului 2019 și până în luna august a aceluiași an, a fost consilier de marketing și comunicare al președintelui Federației Române de Fotbal (FRF), Răzvan Burleanu. În aprilie 2019, Mocanu întrerupe colaborarea cu canalele Pro TV dupa 25 de ani de activitate pentru acestea.
În septembrie 2020, Mocanu a fost unul dintre jurnaliștii angajați la un nou canal de știri deținut de Sârbu, Aleph News. A prezentat, alături de fostul coleg și comentator sportiv Pro TV, Felix Drăghici, talk show-ul Știu. În vara anului următor, Mocanu a părăsit postul de televiziune Aleph News.
Din ianuarie 2022 este comentator sportiv la Prima Sport, alături de alți comentatori precum Emil Grădinescu.

## Viață personală
În copilărie, Mocanu a urmat cursuri de vioară. A declarat că, în urma pozițiilor de conducere pe care le-a avut, a devenit interesat în investițiile din piața bursei de valori. Are doi copii: o fată, Ana, și un băiat, Alexandru.